# Ulian
Ulian is een bestuurslaag in het regentschap Bangli van de provincie Bali, Indonesië. Ulian telt 796 inwoners (volkstelling 2010).